# DN Galan 2007
Il Dagens Nyheter Galan 2007, o più semplicemente DN Galan 2007 è un meeting di atletica leggera svoltosi il 7 agosto 2007 a Stoccolma, in Svezia, presso lo Stadio Olimpico di Stoccolma. La manifestazione fa parte del circuito IAAF World Tour, di cui rappresenta il ventesimo appuntamento stagionale su ventiquattro. Organizzatore e principale sponsor dell'evento è il quotidiano svedese Dagens Nyheter.

## Risultati

### Uomini
| Evento: | Vincitore:                    | Vincitore: | 2° piazzato:                                       | 2° piazzato: | 3° piazzato:                  | 3° piazzato: |
| --- | ----------------------------- | ---------- | -------------------------------------------------- | ------------ | ----------------------------- | ------------ |
| 100m | Asafa Powell Giamaica         | 10.04      | Derrick Atkins Bahamas                             | 10.05        | Jaysuma Saidy Ndure Norvegia  | 10.07        |
| 200m | Joshua J. Johnson Stati Uniti | 20.32      | Jaysuma Saidy Ndure Norvegia                       | 20.41        | Clement Campbell Giamaica     | 20.66        |
| 400m | Jeremy Wariner Stati Uniti    | 43.50      | Kerron Clement Stati Uniti                         | 44.48        | Darold Williamson Stati Uniti | 44.90        |
| 800m | Michael Rimmer Regno Unito    | 1:45.17    | Richard Kiplagat Kenya Dmitrijs Milkevics Lettonia | 1:45.50      |                               |              |
| 1.000m | Belal Mansoor Ali Bahrein     | 2:15.23    | Mbulaeni Mulaudzi Sudafrica                        | 2:15.86      | Bernard Lagat Stati Uniti     | 2:16.25      |
| 3.000m | Kenenisa Bekele Etiopia       | 7:25.79    | Jonas Cheruiyot Kenya                              | 7:35.44      | Thomas Pkemei Longosiwa Kenya | 7:35.64      |
| 3.000 siepi | Paul Kipsiele Koech Kenya     | 7:59.42    | Mustafa Mohamed Svezia                             | 8:07.83      | Tareq Mubarak Taher Bahrein   | 8:11.24      |
| 110hs | Aries Merritt Stati Uniti     | 13.09      | Ryan Wilson Stati Uniti                            | 13.10        | Anwar Moore Stati Uniti       | 13.39        |
| Salto in alto | Stefan Holm Svezia            | 2.35m      | Linus Thörnblad Svezia                             | 2.27m        | Jesse Williams Stati Uniti    | 2.27m        |
| Salto triplo | Marian Oprea Romania          | 17.32m     | Aarik Wilson Stati Uniti                           | 17.27m       | Randy Lewis Grenada           | 17.09m       |
| Lancio del giavellotto | Andreas Thorkildsen Norvegia  | 89.49m     | Jarrod Bannister Australia                         | 83.26m       | Magnus Arvidsson Svezia       | 80.75m       |
| Staffetta 4x100 m | International Team            | 39.22      | Paesi Bassi                                        | 39.34        | Qatar                         | 39.51        |
| AR record continentale \| NR record nazionale \| PB record personale \| SB record personale stagionale \| WL miglior prestazione dell'anno \| WR record mondiale |                               |            |                                                    |              |                               |              |

### Donne
| Evento: | Vincitore:                                     | Vincitore: | 2° piazzato:                 | 2° piazzato: | 3° piazzato:                | 3° piazzato: |
| --- | ---------------------------------------------- | ---------- | ---------------------------- | ------------ | --------------------------- | ------------ |
| 100m | Me'Lisa Barber Stati Uniti                     | 11.03      | Sanya Richards Stati Uniti   | 11.05        | Kerron Stewart Giamaica     | 11.29        |
| 400 m | Allyson Felix Stati Uniti                      | 49.70      | Sanya Richards Stati Uniti   | 49.72        | Novlene Williams Giamaica   | 50.56        |
| 5.000 m | Deena Kastor Stati Uniti                       | 14:52.21   | Linet Chepkwemoi Masai Kenya | 14:55.50     | Lauren Fleshman Stati Uniti | 15:02.28     |
| 100hs | Susanna Kallur Svezia                          | 12.66      | Michelle Perry Stati Uniti   | 12.73        | LoLo Jones Stati Uniti      | 12.81        |
| Salto in alto | Blanka Vlašić Croazia                          | 2.07m      | Anna Chicherova Russia       | 1.98m        | Kajsa Bergqvist Svezia      | 1.98m        |
| Salto con l'asta | Svetlana Feofanova Russia Monika Pyrek Polonia | 4.70m      |                              |              | Kateřina Baďurová Rep. Ceca | 4.70m        |
| Salto in lungo | Carolina Klüft Svezia                          | 6.65m      | Rose Richmond Stati Uniti    | 6.49m        | Kumiko Ikeda Giappone       | 6.48m        |
| AR record continentale \| NR record nazionale \| PB record personale \| SB record personale stagionale \| WL miglior prestazione dell'anno \| WR record mondiale |                                                |            |                              |              |                             |              |